# قرار مجلس الأمن التابع للأمم المتحدة رقم 1114
قرار مجلس الأمن التابع للأمم المتحدة رقم 1114، المعتمد في 19 حزيران / يونيو1997، بعد التذكير بالقرار 1101 (1997) بشأن الحالة في ألبانيا، أذن المجلس بتمديد القوة المتعددة الجنسيات في البلد لمدة 45 يوما أخرى، ابتداء من 28 حزيران / يونيو 1997.
وأعرب المجلس عن تقديره للطريقة المحايدة التي نفذت بها ولاية المجلس من قبل قوة الحماية المتعددة الجنسيات في ألبانيا ولتعاونها مع السلطات الألبانية. تم تفويض القوة في أعقاب التمرد في البلاد بسبب فشل مخطط بونزي. ولوحظ أن العنف لا يزال مستمراً، وبالنظر إلى أن الانتخابات البرلمانية كانت مقررة، فمن الضروري تمديدها بشكل محدود.
تم إدانة جميع أعمال العنف في البلاد وحثت على وقف على الفور. وطُلب من البلدان المساهمة في قوة الحماية أن تتحمل تكاليف العملية، ووفقًا للفصل السابع من ميثاق الأمم المتحدة، مُصرح لها بتأمين سلامة وحرية تنقل القوة المتعددة الجنسيات والمراقبين من منظمة الأمن و التعاون في أوروبا. تم التأكيد على تقديم المساعدة الإنسانية من خلال التعاون مع حكومة ألبانيا ومنظمة الأمن والتعاون في أوروبا والاتحاد الأوروبي والأمم المتحدة والمنظمات الدولية. وأخيراً، طُلب من الدول المشاركة تقديم تقارير منتظمة عن عملياتها إلى المجلس.
تم تبني القرار بأغلبية 14 صوتًا، مع امتناع الصين عن التصويت، والتي كانت ضد ما أسمته «التدخل في الشؤون الداخلية لألبانيا»، وعارضت التدخل السابق الذي أذن به القرار 1101. وبالنظر إلى طلب ألبانيا للمساعدة، فإنها لم تستخدم حق النقض ضد القرار.

## روابط خارجية
- نص القرار في undocs.org